# Эвредал, Андре
Андре Эвредал (норв. André Øvredal; род. 6 мая 1973 года, Норвегия) — норвежский кинорежиссёр

 и сценарист.

## Биография и карьера
Эвредал получил степень бакалавра в Институте фотографии Брукса в Санта-Барбаре (Калифорния, США) и снял большое количество рекламных роликов.
Фильм «Будущее убийство» стал первой полнометражной лентой, над которой Овредал работал в качестве режиссёра. Кроме того, он выступил сценаристом и продюсером ленты. Несколько лет спустя Эвредал возьмёт на себя руководство съёмками короткого метра под названием «Служба поддержки».
Осенью 2010 году в Норвегии состоялась премьера фильма «Охотники на троллей», ставшего прорывом в карьере Андре Овредала. Уже в январе следующего года картина демонстрировалась на кинофестивале «Сандэнс», а затем на кинофестивалях Швеции, США, Финляндии, Австрии и Нидерландов.
В 2014-м Андре написал сценарий пилотного эпизода для сериала «Enormous» компании 20th Century Fox Television. Сериал основан на одноимённом комиксе.
В 2016 году на кинофестивале в Торонто впервые был показан новый фильм Эвредала «Демон внутри». Его ждал большой фестивальный тур, как и его полнометражного предшественника.
В 2019 году в мировой прокат вышел мистический хоррор Эвредала «Страшные истории для рассказа в темноте». Фильм был хорошо принят критиками. А в феврале 2020-го в Норвегии состоялась премьера фэнтезийного боевика Овредала «Бог грома», основанного на скандинавской мифологии. Главную роль в картине исполнил Нат Вулф. Летом фильм стал доступен к просмотру на российских цифровых платформах.
31 октября 2024 года Эвредал стал режиссёром фильма ужасов «Бенди и чернильная машина» по мотивам одноимённой компьютерной игры.

## Избранная фильмография
- 2000 — Будущее убийство / Future Murder (режиссёр, сценарист, продюсер)
- 2010 — Охотники на троллей / Trollhunter (режиссёр, сценарист)
- 2016 — Демон внутри / The Autopsy of Jane Doe (режиссёр)
- 2017 — Неимоверный / Enormous (сценарист пилотного эпизода)
- 2019 — Страшные истории для рассказа в темноте / Scary Stories to Tell in the Dark (режиссёр)
- 2020 — Бог грома / Mortal (режиссёр, сценарист, продюсер)
- 2023 — Последнее путешествие «Деметра» / Last Voyage of the Demeter (режиссёр)
- TBA — Бенди и чернильная машина / Bendy and the Ink Machine (режиссёр)